# David Kelly (diplomat)
David Victor Kelly, född 14 september 1891, död 27 mars 1959, var en brittisk diplomat.
David Kelly inträdde i diplomattjänst 1919, var minister i Egypten 1937–1938, tjänstgjorde i utrikesministeriet 1938–1939, var minister i Schweiz 1939–1942, ambassadör i Argentina 1942–1946, i Turkiet 1946–1949 och i Sovietunionen från 1949.

## Utmärkelser
- Military Cross
- Riddare med storkors av Sankt Mikaels och Sankt Georgsorden

[Redigera Wikidata]